# Læbeblomst-familien
Læbeblomst-familien (Lamiaceae) er en familie med 236 slægter og flere tusinde arter. De er urter eller buske; bladene sidder modsat (eller spiralstillet) og uden fodflige; blomsterne er uregelmæssige (symmetriske med én symmetriakse) med en tofliget overlæbe og en trefliget underlæbe. Mange arter er aromatisk duftende fra kirtler på blade og stængler.
Familien blev tidligere kaldt "Labiatae".

## Slægter
| - Basilikum (Ocimum) - Betonica – et ældre synonym for Stachys - Bjergmynte (Clinopodium) (syn. Calamintha) - Bladmynte (Perilla) - Blåskæg (Caryopteris) - Brunelle (Prunella) - Citronmelisse (Melissa) – Hjertensfryd - Dragehoved (Dracocephalum) - Dragemund (Horminum) - Drejeblomst (Physostegia) - Galtetand (Stachys) - Glasbær (Callicarpa) - Hanekro (Galeopsis) - Hestemynte (Monarda) - Hjertespand (Leonurus) - Anisisop (Agastache) - Isop (Hyssopus) - Katteurt (Nepeta) - Korsknap (Glechoma) - Kortkrone (Sideritis) - Kortlæbe (Teucrium) - Kransburre (Marrubium) | - Kryddermynte (Elsholtzia) - Kyskhedstræ-slægten (Vitex) - Lavendel (Lavandula) - Læbeløs (Ajuga) - Løvehale (Phlomis) - Melittis - Merian (Origanum) - Mynte (Mentha) - Perovskia - Rosmarin (Rosmarinus) - Salvie (Salvia) - Sar (Satureja) - Skjolddrager (Scutellaria) - Skæbnetræ (Clerodendrum) - Sværtevæld (Lycopus) - Tandbæger (Ballota) - Teaktræ-slægten (Tectona) - Timian (Thymus) - Tragtbæger (Moluccella) - Tvetand (Lamium) - Voldtimian (Acinos) |